# 石河子高新技术产业开发区
石河子高新技术产业开发区（英文：Shihezi Hi-tech Industrial Development Zone）位于新疆维吾尔自治区石河子市南侧，其总规划面积为137平方千米，规划建设面积44.43平方千米，2013年12月20日，中华人民共和国国务院批准新疆生产建设兵团石河子高新技术产业开发区升级为国家级高新区，系中国高新区序列内的唯一一家具有兵团属性的高新区。新疆生产建设兵团党委和师市党委计划将园区建成为丝绸之路经济带上的创新高地和科技新城。